# Station Rosmus
Station Rosmus is een voormalig spoorwegstation in Rosmus, Denemarken. Het station lag aan de spoorlijn Ebeltoft - Trustrup die in 1901 was aangelegd door de Ebeltoft-Trustrup Jernbane (ETJ).
De verwachte inkomsten uit het kalkvervoer vanuit Rosmus en Balle was een belangrijke reden om de in 1894 bij wet vastgestelde spoorlijn vanuit Ebeltoft niet in Thorsager te laten eindigen, maar in Trustrup.
Het station werd op 27 maart 1901 geopend. Het stationsgebouw is ontworpen door Heinrich Wenck. In februari 1933 werd het station gedegradeerd tot een eenvoudige halte met een zijspoor. De spoorlijn werd op 31 maart 1968 gesloten, waarmee voor Rosmus een eind aan het spoorvervoer kwam. Het stationsgebouw is bewaard gebleven en is privaat eigendom.